# توبيد
بلدية توبيد (بالإسبانية: Tobed) هي بلدية تقع في مقاطعة سرقسطة التابعة لمنطقة أراغون شمال شرق إسبانيا.

## الديموغرافيا
بلغ عدد سكان بلدية توبيد 250 نسمة عام 2011 (وفقاً للمعهد الوطني الإسباني للإحصاء).
| 299 | 278 | 259 | 252 | 276 | 238 | 250 |